# Tim McGraw and the Dancehall Doctors
Tim McGraw and the Dancehall Doctors è il settimo album in studio del cantante country statunitense Tim McGraw, pubblicato nel 2002.

## Tracce
1. Comfort Me - 5:23
2. Tickin' Away - 4:19
3. Home - 4:58
4. Red Rag Top - 4:43
5. That's Why God Made Mexico - 3:35
6. Watch the Wind Blow By - 4:36
7. Illegal - 3:54
8. Sleep Tonight - 4:02
9. I Know How to Love You Well - 5:10
10. Sing Me Home - 4:40
11. She's My Kind of Rain - 4:15
12. Who Are They - 3:44
13. Real Good Man - 4:15
14. All We Ever Find - 3:20
15. Tiny Dancer - 5:09

## Classifiche
| Classifica (2002) | Posizione massima |
| ----------------- | ----------------- |
| Stati Uniti       | 2                 |